# Dentální hygienista

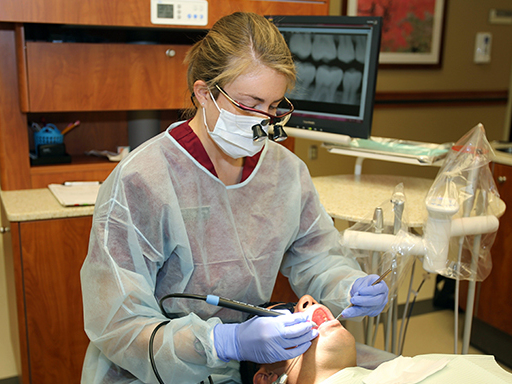
Dentální hygienistka při práci

Dentální hygienista je nelékařský zdravotnický pracovník s odbornou způsobilostí k preventivní a edukační péči o pacienty v oblasti ústní hygieny. Tyto činnosti provádí samostatně nebo v týmu se zubním lékařem či paradontologem. Odborná způsobilost k výkonu tohoto povolání je dána zákonem č. 96/2004 Sb. o nelékařských zdravotnických povoláních. Lze ji získat studiem akreditovaného zdravotnického bakalářského studijního oboru nebo nejméně tříletého studia na vyšších zdravotnických školách. V České republice byla výuka této profese zahájena v roce 1996.